# NH Hotel Group

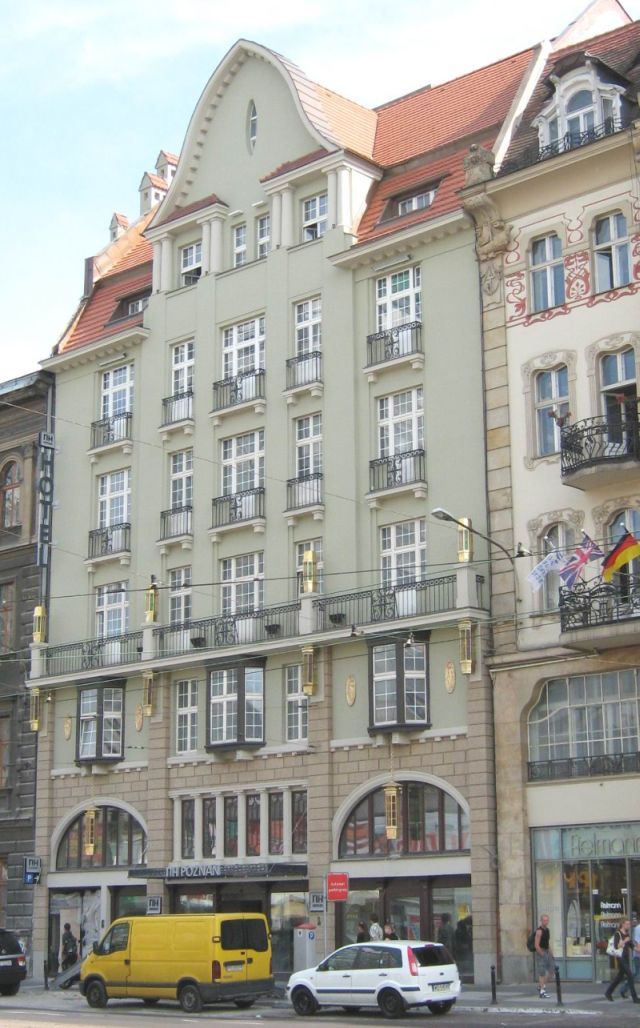
Hotel NH w Poznaniu

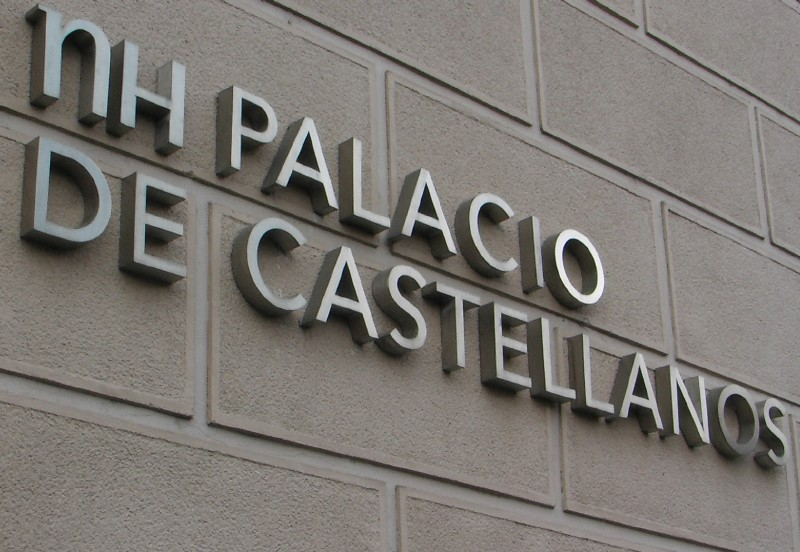
Logo NH na hotelu w Salamance

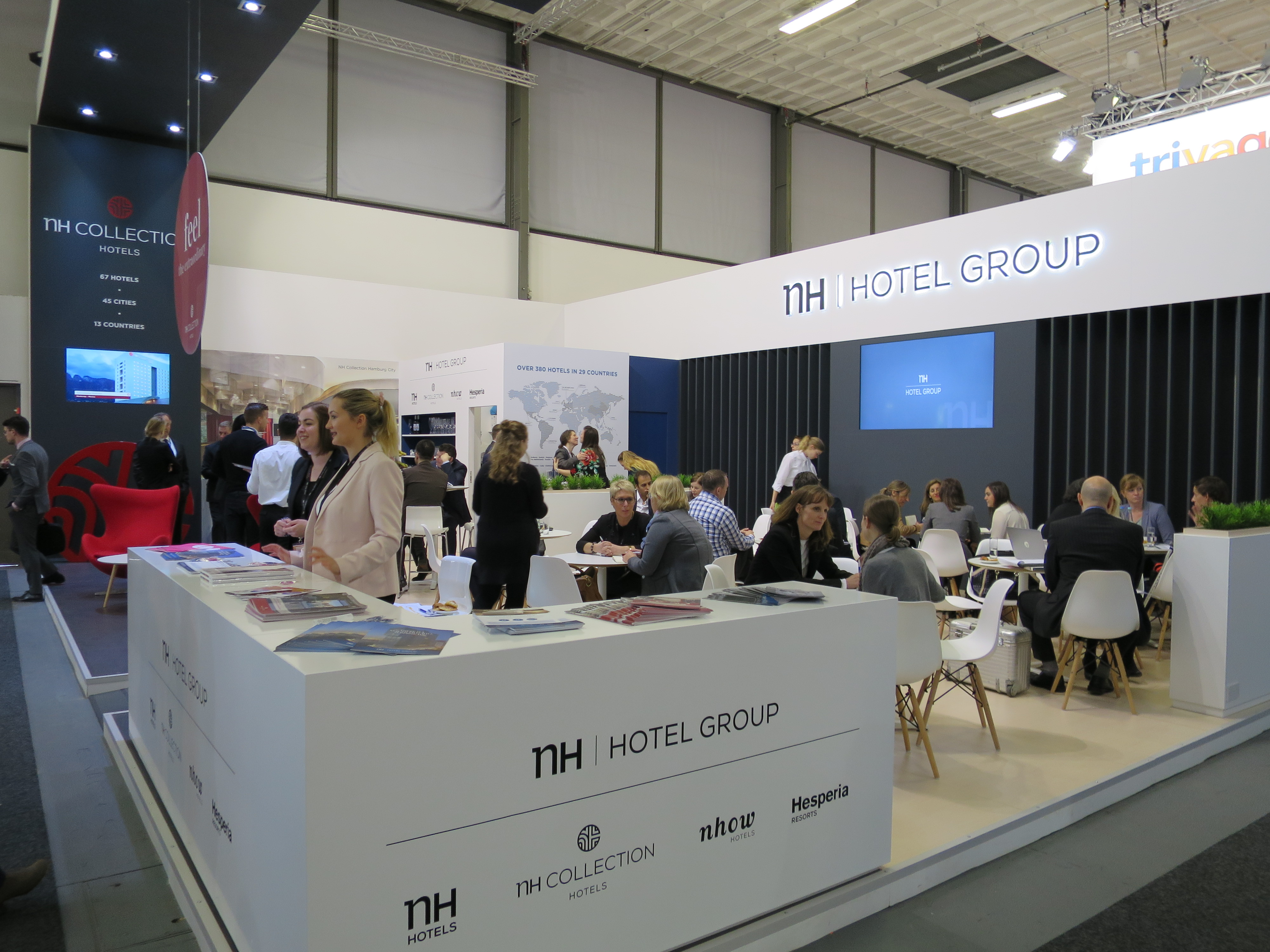
NH Hotel Group podczas ITB 2017 w Berlinie

NH Hotel Group – jedna z największych sieci hotelowych w Hiszpanii, a trzecia w Europie w kategorii hoteli dla segmentu biznesowego.
Założona przez Antonio Catalána, posiada obecnie 373 hoteli (w tym 1 w Polsce – Hotel NH Poznań), mieszczące ponad 60.000 pokoi w 29 krajach Europy, Ameryki i Afryki. Zatrudnia 20.000 pracowników. Założyciel pochodził z Nawarry, co jest genezą nazwy "Navarra Hoteles". Pierwszy hotel powstał w Pampelunie. Sieć rozwinęła się w latach 80. XX wieku. Spółka jest notowana na Giełdzie Papierów Wartościowych w Madrycie (indeks IBEX 35). Motto sieci to Istota sprawy tkwi w szczegółach.
14 września 2009 nastąpiła fuzja z siecią Hotel Hesperia.
NH Hotel Group prowadzi hotele pod markami: NH Hotels, NH Collection, nhow, Hesperia Resorts.